# Jonathan Edwards (teológus)
Jonathan Edwards (East Windsor, Connecticut, 1703. október 5. – Princeton, New Jersey, 1758. március 22.) a tizenhárom amerikai gyarmat kongregacionalista egyházának prédikátora; hittudós, filozófus, az amerikai felvilágosodás egyik kiemelkedő alakja.
Széles körben elismerik "Amerika legfontosabb és legeredetibb filozófiai teológusaként" és Amerika egyik legnagyobb teológusaként. Edwards teológiai munkássága széles kört ölel fel, de leginkább a református (kálvinista) teológia védelmét, a teológiai determinizmus metafizikáját, illetve a puritán örökséget említik vele kapcsolatban. Az újabb kutatások azt hangsúlyozzák, hogy Edwards életművét a szépség, harmónia, etikai megfelelőség fogalmaira alapozta, és a felvilágosodás központi helyet foglalt el gondolkodásában.
Edwardsnak fontos szerepe volt az első nagy ébredés mozgalmában Sinners in the Hands of an Angry God (Bűnösök a haragos Isten kezében) című prédikációja a korai amerikai irodalom klasszikusa Több könyve is híressé vált, így például a The End For Which God Created the World ; a The Life of David Brainerd, amely misszionáriusok százait ihlette meg a 19. században, illetve a Religious Affections, amely ma is számos reformált evangéliumi hívő olvasmánya.

## Magyarul
- Ébredés az egyházban; ford. ifj. Adorján Kálmán; Koinónia, Kolozsvár, 2001 (Puritán tanítók)
- Értekezés a vallási indulatokról; ford. Pásztor Péter; Gondolat, Bp., 2007
- Az igaz erény természete; ford. Pásztor Péter, Bende Miklós, előszó Vető Miklós, szerk. Boros Attila; Helikon, Bp., 2007
- Oroszlán és bárány. Krisztus szépsége. Prédikáció három részben 1736 augusztusából; ford. Balczó Sarolta; Hermeneutikai Kutatóközpont, Bp., 2012 (Hermeneutikai füzetek)

## Fordítás
- Ez a szócikk részben vagy egészben  a    Johathan Edwards  című angol Wikipédia-szócikk ezen változatának fordításán alapul.  Az eredeti cikk szerkesztőit annak laptörténete sorolja fel. Ez a jelzés csupán a megfogalmazás eredetét és a szerzői jogokat jelzi, nem szolgál a cikkben szereplő információk forrásmegjelöléseként.